# Petsuchos
Petsuchos er en græsk oversættelse af et egyptisk ord som betyder "ham som tilhører Suchos" krokodilleguden bedre kendt som Sobek. Petsuchos var en hellig krokodille af Suchos som blev gemt i en privat sø i byen Crocodilopolis. Han var gammel og forkælet, og havde gyldne ringe i ørene, og armbånd på forbenene.
| Mytologi | Spire Denne artikel om mytologi er en spire som bør udbygges. Du er velkommen til at hjælpe Wikipedia ved at udvide den. |